# Pédoncule caudal
Pour les articles homonymes, voir Pédoncule.
Le pédoncule caudal est la partie postérieure du corps des poissons et des mammifères marins, plus grêle que le reste du corps, terminant généralement la colonne vertébrale et supportant la nageoire caudale.